# MAPK12
MAPK12 (англ. Mitogen-activated protein kinase 12) – білок, який кодується однойменним геном, розташованим у людей на короткому плечі 22-ї хромосоми. Довжина поліпептидного ланцюга білка становить 367 амінокислот, а молекулярна маса — 41 940.
| 10         |  | 20         |  | 30         |  | 40         |  | 50         |
| ---------- |  | ---------- |  | ---------- |  | ---------- |  | ---------- |
| MSSPPPARSG |  | FYRQEVTKTA |  | WEVRAVYRDL |  | QPVGSGAYGA |  | VCSAVDGRTG |
| AKVAIKKLYR |  | PFQSELFAKR |  | AYRELRLLKH |  | MRHENVIGLL |  | DVFTPDETLD |
| DFTDFYLVMP |  | FMGTDLGKLM |  | KHEKLGEDRI |  | QFLVYQMLKG |  | LRYIHAAGII |
| HRDLKPGNLA |  | VNEDCELKIL |  | DFGLARQADS |  | EMTGYVVTRW |  | YRAPEVILNW |
| MRYTQTVDIW |  | SVGCIMAEMI |  | TGKTLFKGSD |  | HLDQLKEIMK |  | VTGTPPAEFV |
| QRLQSDEAKN |  | YMKGLPELEK |  | KDFASILTNA |  | SPLAVNLLEK |  | MLVLDAEQRV |
| TAGEALAHPY |  | FESLHDTEDE |  | PQVQKYDDSF |  | DDVDRTLDEW |  | KRVTYKEVLS |
| FKPPRQLGAR |  | VSKETPL    |  |            |  |            |  |            |

A: Аланін

C: Цистеїн

D: Аспарагінова кислота

E: Глутамінова кислота

F: Фенілаланін

G: Гліцин

H: Гістидин

I: Ізолейцин

K: Лізин

L: Лейцин

M: Метіонін

N: Аспарагін

P: Пролін

Q: Глутамін

R: Аргінін

S: Серин

T: Треонін

V: Валін

W: Триптофан

Кодований геном білок за функціями належить до трансфераз, кіназ, серин/треонінових протеїнкіназ, фосфопротеїнів. 
Задіяний у таких біологічних процесах, як відповідь на стрес, транскрипція, регуляція транскрипції, клітинний цикл, альтернативний сплайсинг. 
Білок має сайт для зв'язування з АТФ, нуклеотидами, іонами металів, іоном магнію. 
Локалізований у цитоплазмі, ядрі, мітохондрії.